# VGVAPG
VGVAPG – organiczny związek chemiczny z grupy heksapeptydów, powstający podczas degradacji elastyny, kluczowego białka macierzy pozakomórkowej, odpowiedzialnego za elastyczność tkanek, takich jak skóra, płuca i naczynia krwionośne. Degradacja elastyny prowadzi do uwolnienia bioaktywnych peptydów, znanych jako elastokiny, wśród których VGVAPG jest jednym z najbardziej znanych.

## Struktura i właściwości
W roztworze peptyd VGVAPG przyjmuje konformację skrętu beta, co może być istotne dla jego aktywności biologicznej.

## Interakcje z receptorami
VGVAPG oddziałuje z kompleksem receptora elastyny, w szczególności z białkiem wiążącym elastynę (EBP, ang. elastin-binding protein). Modelowanie molekularne i badania mutagenezy miejscowej wykazały, że kluczową rolę w wiązaniu tego peptydu odgrywają reszty aminokwasowe Leu-103, Arg-107 i Glu-137 białka EBP.

## Funkcje biologiczne
VGVAPG wykazuje różnorodne efekty biologiczne, w tym:
- Chemotaksja: peptyd ten działa chemotaktycznie na różne typy komórek, przyciągając je do miejsc, gdzie elastyna ulega degradacji[3].
- Regulacja metaloproteinaz: VGVAPG może wpływać na ekspresję metaloproteinaz macierzy (MMPs ang. matrix metalloproteinases), enzymów zaangażowanych w remodelowanie tkanek[4].
- Modulacja odpowiedzi immunologicznej: peptyd ten może wpływać na produkcję interleukiny 4 przez limfocyty T CD4+, co może mieć znaczenie w chorobach takich jak przewlekła obturacyjna choroba płuc[5].

## Znaczenie w starzeniu i chorobach
Degradacja elastyny i uwalnianie peptydów takich jak VGVAPG są związane z procesami starzenia oraz z różnymi schorzeniami, w tym tętniakami i nowotworami. Interakcje tych peptydów z komórkami mogą wpływać na progresję tych chorób.